# Flagge der Nordwest-Territorien
Die Flagge der Nordwest-Territorien basiert einerseits auf der Flagge Kanadas, andererseits auf dem Territorialwappen. Von der Nationalflagge entnommen ist die Aufteilung der Felder, ein sogenannter kanadischer Pfahl: Das zentrale weiße Feld mit dem Wappen ist exakt doppelt so breit wie die äußeren blauen Felder. Das Blau symbolisiert die Flüsse und Seen, das Weiß den Schnee und das Eis.
Als Ruperts Land und das Nordwestliche Territorium am 15. Juli 1870 zu den Nordwest-Territorien vereinigt wurden, blieb die Flagge der Hudson’s Bay Company, eine Red Ensign mit den Buchstaben „HBC“ im Flugteil, weiterhin in Gebrauch.

Flagge der Hudson’s Bay Company

Um 1950 führte die Territorialverwaltung eine neue Flagge ein, eine Blue Ensign mit einem (inoffiziellen) Wappen aus dem Jahr 1903 im Flugteil, bestehend aus einem Eisbären und vier Weizengarben. Letztere wirkten befremdend, da die Provinzen Alberta und Saskatchewan mit ihren weiten Weizenfeldern seit 1905 nicht mehr zu den Nordwest-Territorien gehören.
1968 setzte die Legislativversammlung der Nordwest-Territorien eine Spezialkommission ein, welche die Vorschläge eines in ganz Kanada durchgeführten Gestaltungswettbewerbs bewertete. Der siegreiche Entwurf stammte von Robert Bessant aus Manitoba. Die neue Flagge wurde am 1. Januar 1969 offiziell eingeführt.